# چه کسی به سرهنگ شلیک کرد؟
چه کسی به سرهنگ شلیک کرد نام یک مجموعه تلویزیونی ایرانی به کارگردانی جواد اردکانی است؛ که در سال ۱۳۸۴ از شبکه یک سیمای جمهوری اسلامی ایران در ایام دهه فجر پخش شد.

## خلاصه داستان
ماجرا از زمانی آغاز می‌شود که سرهنگ جهان بین، رئیس سازمان بازرسی کل کشور آن زمان به طرز مشکوکی به قتل می‌رسد و نیروهای انقلابی و نیروهای دولتی به صورت موازی پیگیر جریان کشته شدن او می‌شوند.

## بازیگران
- یوسف مرادیان
- سمیرا سیاح
- راحیل رستمیان
- حمید مظفری
- داوود رشیدی
- ابوالفضل همراه
- محمدرضا داوودنژاد
- جلیل فرجاد
- ستار اورکی
- زهره صفوی
- مجید حاجی لهاردی